# Maria Teresa Horta
Maria Teresa Horta   (Lisboa, 20 de maig de 1937 - Lisboa, 4 de febrer de 2025) va ser una escriptora, periodista i poeta portuguesa. És una de les autores del llibre Noves cartes portugueses (1972), juntament amb Maria Isabel Barreno i Maria Velho de la Costa. Va ser per aquest fet que les van processar i jutjar, i es van donar a conèixer al món com «les Tres Maries».

## Biografia
Va néixer a Lisboa el 20 de maig de 1937. La seva família materna provenia de l'alta aristocràcia portuguesa. Es va casar en segones núpcies amb el periodista Luís de Barros, amb qui va tenir un únic fill, Luís Jorge Horta de Barros (4 d'abril de 1965).
Va estudiar al Liceu don Filipa de Lencastre i, més endavant, a la Facultat de Lletres de la Universitat de Lisboa (FLUL). Es va dedicar al cinema, al periodisme i va treballar diverses qüestions del feminisme.
Va formar part del Moviment Feminista de Portugal juntament amb Maria Isabel Barreno i Maria Velho de la Costa, les Tres Maries. Totes tres van llançar el 1972 el llibre Noves cartes portugueses, que va tenir un fort impacte i va generar un gran rebombori. Teresa Horta, a més a més, va formar part del grup Poesia 61.
Va publicar diversos textos en diaris com Diário de Lisboa, A Capital, República, O Século, Diário de Notícias i Jornal de Letras e Arte, entre d'altres. En A Capital va liderar el suplement Literatura i Art, per on van passar noms com Natália Correia, Maria Isabel Barreno, Ary dos Santos, José Saramago, António Gedeão, Alexandre O'Neill, Mário Cesariny, entre altres grans noms de la literatura portuguesa.
Va ser també cap de redacció de la revista Mulheres, a proposta del Partit Comunista Portuguès, de la qual va ser militant durant catorze anys, entre 1975 i 1989. Aquesta revista va ser en un projecte feminista, de forta influència essencialista. Va poder entrevistar dones vinculades en la política, la cultura i la literatura, com ara Maria de Lourdes Pintasilgo, Marguerite Yourcenar, Marguerite Duras, Maria Bethânia.

## Premis i reconeixement
Va ser guardonada amb el premi Don Dinis el 2011 per la seva obra As Luzes de Leonor, el qual va acceptar, encara que es negués a rebre'l de les mans del primer ministre Pedro Passos Coelho, al·legant que estava "destruint el país" amb les seves polítiques liberals. El mateix any va ser guardonada amb el premi Máxima de Literatura per la mateixa obra.
El 2014, va rebre el Premi Consagração de Carreira da Sociedade Portuguesa de Autores. El 2017, va rebutjar rebre el 4t Premi Oceanos (premi de Literatura en Llengua Portuguesa), atribuït anualment pel Itaú Cultural al Brasil, per haver-lo de dividir amb l'autor Bernardo Carvalho i per creure que la seva obra i els seus lectors mereixen més respecte.
El seu llibre Anunciações va guanyar el premi Autores de 2017 en la categoria de millor llibre de poesia. Les Tres Maries (ella, Maria Isabel Barreno i Maria Velho de la Costa) es troben entre els cinquanta autors portuguesos seleccionats per constar en el llibre O Cânone, publicat per l'editora Tinta da China el 2020.
El Ministeri de Cultura portuguès li va atorgar la Medalla de Mèrit Cultural el 2020. El 2021 li van premiar l'obra Estranhezas en el festival de literatura Correntes d'Escritas.  El mateix any, va ser homenatjada en el Festival Literari Internacional de l'Interior, creat en homenatge de les víctimes dels incendis de 2017. El 2023, l'ISPA - Instituto Universitário la va distingir amb el títol de Doctora Honoris Causa. El 2024, va rebre el Premi Llibertat, en l'àmbit dels Premis Activa Mulheres Inspiradoras. Al mateix any, es va convertir en la primera dona a rebre el Premi Rodrigues Sampaio, premi aquest atribuït per l'Associació dels Periodistes i Homes de Lletres de Porto. El desembre de 2024, la BBC va incloure-la en la seva llista 100 Women, que reconeix a les dones més inspiradores i influents de l'any a nivell mundial.